# Surf de neu als Jocs Olímpics d'hivern de 2014 - Slopstyle femení
La prova de slopstyle femenina en la competició de surf de neu als Jocs Olímpics d'Hivern de 2014 es realitzà entre els dies 6 (qualificació) i 9 de febrer (final) de 2014 a les instal·lacions del Rosa Khutor Extreme Park. Aquesta fou la primera vegada que aquesta prova s'inclou al programa olímpic.

## Calendari
Els temps són UTC+04:00.
| Data        | Hora  | Prova        |
| ----------- | ----- | ------------ |
| 6 de febrer | 14:00 | Qualificació |
| 9 de febrer | 10:30 | Semifinal    |
| 9 de febrer | 13:15 | Final        |

## Resultats

### Qualificació
| Posició | Mànega | Dorsal | Nom              | CON           | Ronda 1 | Ronda 2 | Millor resultat | Notes |
| ------- | ------ | ------ | ---------------- | ------------- | ------- | ------- | --------------- | ----- |
| 1       | 1      | 5      | Isabel Derungs   | Suïssa        | 82.50   | 87.50   | 87.50           | QF    |
| 2       | 1      | 11     | Torah Bright     | Austràlia     | 85.25   | 80.00   | 85.25           | QF    |
| 3       | 1      | 4      | Spencer O'Brien  | Canadà        | 82.75   | 65.00   | 82.75           | QF    |
| 4       | 1      | 8      | Enni Rukajärvi   | Finlàndia     | 79.00   | 23.75   | 79.00           | QF    |
| 5       | 1      | 1      | Jenny Jones      | Regne Unit    | 74.25   | 21.75   | 74.25           | QS    |
| 6       | 1      | 10     | Rebecca Torr     | Nova Zelanda  | 70.75   | 33.75   | 70.75           | QS    |
| 7       | 1      | 6      | Christy Prior    | Nova Zelanda  | 67.50   | 70.50   | 70.50           | QS    |
| 8       | 1      | 9      | Stefi Luxton     | Nova Zelanda  | 59.75   | 34.25   | 59.75           | QS    |
| 9       | 1      | 3      | Sina Candrian    | Suïssa        | 58.25   | 36.50   | 58.25           | QS    |
| 10      | 1      | 7      | Aimee Fuller     | Regne Unit    | 44.50   | 39.00   | 44.50           | QS    |
| 11      | 1      | 12     | Shelly Gotlieb   | Nova Zelanda  | 18.00   | 30.75   | 30.75           | QS    |
| 12      | 1      | 2      | Kjersti Buaas    | Noruega       | 12.50   | 17.75   | 17.75           | QS    |
| 1       | 2      | 14     | Anna Gasser      | Àustria       | 89.50   | 95.50   | 95.50           | QF    |
| 2       | 2      | 18     | Jamie Anderson   | Estats Units  | 93.50   | DNS     | 93.50           | QF    |
| 3       | 2      | 20     | Elena Könz       | Suïssa        | 86.25   | 38.00   | 86.25           | QF    |
| 4       | 2      | 22     | Karly Shorr      | Estats Units  | 45.00   | 84.75   | 84.75           | QF    |
| 5       | 2      | 17     | Šárka Pančochová | Txèquia       | 77.75   | 33.75   | 77.75           | QS    |
| 6       | 2      | 16     | Jenna Blasman    | Canadà        | 60.25   | 51.50   | 60.25           | QS    |
| 7       | 2      | 23     | Jessika Jenson   | Estats Units  | 34.00   | 58.50   | 58.50           | QS    |
| 8       | 2      | 15     | Silje Norendal   | Noruega       | 31.00   | 39.00   | 39.00           | QS    |
| 9       | 2      | 19     | Cheryl Maas      | Països Baixos | 18.00   | 31.25   | 31.25           | QS    |
| 10      | 2      | 21     | Merika Enne      | Finlàndia     | 17.00   | DNS     | 17.00           | QS    |
| 11      | 2      | 13     | Ty Walker        | Estats Units  | 1.00    | DNS     | 1.00            | QS    |

QF – Qualificació directa a la final; QS – Qualificació per la semifinal; NQ – No qualificat

### Semifinal
| Posició | Dorsal | Nom              | CON           | Ronda 1 | Ronda 2 | Millor resultat | Notes |
| ------- | ------ | ---------------- | ------------- | ------- | ------- | --------------- | ----- |
| 1       | 17     | Šárka Pančochová | Txèquia       | 90.50   | 22.50   | 90.50           | QF    |
| 2       | 3      | Sina Candrian    | Suïssa        | 84.25   | 81.50   | 84.25           | QF    |
| 3       | 1      | Jenny Jones      | Regne Unit    | 82.25   | 83.25   | 83.25           | QF    |
| 4       | 15     | Silje Norendal   | Noruega       | 16.75   | 78.75   | 78.75           | QF    |
| 5       | 23     | Jessika Jenson   | Estats Units  | 72.00   | 50.50   | 72.00           |       |
| 6       | 13     | Ty Walker        | Estats Units  | 66.00   | 43.75   | 66.00           |       |
| 7       | 12     | Shelly Gotlieb   | Nova Zelanda  | 63.25   | 33.75   | 63.25           |       |
| 8       | 9      | Stefi Luxton     | Nova Zelanda  | 18.25   | 60.25   | 60.25           |       |
| 9       | 7      | Aimee Fuller     | Regne Unit    | 33.75   | 37.50   | 37.50           |       |
| 10      | 10     | Rebecca Torr     | Nova Zelanda  | 27.25   | 32.50   | 32.50           |       |
| 11      | 16     | Jenna Blasman    | Canadà        | 32.25   | 10.50   | 32.25           |       |
| 12      | 19     | Cheryl Maas      | Països Baixos | 30.75   | 14.75   | 30.75           |       |
|         | 6      | Christy Prior    | Nova Zelanda  |         |         |                 | NQ    |
|         | 2      | Kjersti Buaas    | Noruega       |         |         |                 | NQ    |
|         | 21     | Merika Enne      | Finlàndia     |         |         |                 | NQ    |

### Final
| Posició | Dorsal | Nom              | CON          | Ronda 1 | Ronda 2 | Millor resultat |
| ------- | ------ | ---------------- | ------------ | ------- | ------- | --------------- |
| Or      | 18     | Jamie Anderson   | Estats Units | 80.75   | 95.25   | 95.25           |
| Argent  | 8      | Enni Rukajärvi   | Finlàndia    | 73.75   | 92.50   | 92.50           |
| Bronze  | 1      | Jenny Jones      | Regne Unit   | 73.00   | 87.25   | 87.25           |
| 4       | 3      | Sina Candrian    | Suïssa       | 77.25   | 87.00   | 87.00           |
| 5       | 17     | Šárka Pančochová | Txèquia      | 86.25   | 20.00   | 86.25           |
| 6       | 22     | Karly Shorr      | Estats Units | 39.00   | 75.00   | 75.00           |
| 7       | 11     | Torah Bright     | Austràlia    | 64.75   | 66.25   | 66.25           |
| 8       | 5      | Isabel Derungs   | Suïssa       | 58.50   | 15.25   | 58.50           |
| 9       | 20     | Elena Könz       | Suïssa       | 24.50   | 54.50   | 54.50           |
| 10      | 14     | Anna Gasser      | Àustria      | 49.00   | 51.75   | 51.75           |
| 11      | 15     | Silje Norendal   | Noruega      | 49.50   | 32.00   | 49.50           |
| 12      | 4      | Spencer O'Brien  | Canadà       | 30.00   | 35.00   | 35.00           |